# Друга влада Николе Узуновића
Друга влада Николе Узуновића је била влада Краљевине Срба, Хрвата и Словенаца која је владала од 15. април 1926. до 24. децембра 1926. године.

## Чланови владе
| Функција                                                         | Слика          | Име и презиме         | Детаљи                   |
| ---------------------------------------------------------------- | -------------- | --------------------- | ------------------------ |
| Председник Министарског савета                                   |                | Никола Т. Узуновић    |                          |
| Министар иностраних дела                                         |                | Момчило А. Нинчић     | до 6.12.1926.            |
| Министар иностраних дела                                         |                | Милош Трифуновић      | заступник                |
| Министар војске и морнарице                                      |                | Душан Трифуновић      |                          |
| Министар унутрашњих дела                                         |                | Божидар Ж. Максимовић |                          |
| Министар правде                                                  |                | Марко С. Ђуричић      |                          |
| Министар правде                                                  |                | Милан Симоновић       | заступник                |
| Министар просвете и заступник министра вера                      |                | Милош Трифуновић      |                          |
| Министар финансија                                               |                | Нинко Перић           |                          |
| Министар грађевина                                               |                | Милорад Вујичић       |                          |
| Министар трговине и индустрије                                   |                | Никола Никић          | заступник, до 29.4.1926. |
| Министар трговине и индустрије                                   | Иван Крајач    |                       |                          |
| Министар пољопривреде и вода                                     |                | Василије И. Јовановић | заступник, до 29.4.1926. |
| Министар пољопривреде и вода                                     | Иван Пуцељ     |                       |                          |
| Министар пошта и телеграфа                                       |                | Бењамин Шуперина      |                          |
| Министар шума и рудника                                          |                | Никола Никић          | до 7.10.1926.            |
| Министар шума и рудника                                          |                | Василије И. Јовановић | заступник                |
| Министар социјалне политике                                      |                | Милан Симоновић       |                          |
| Министар народног здравља                                        |                | Славко С. Милетић     |                          |
| Министар припреме за Уставотворну скупштину и изједначење закона |                | Милан Сршкић          |                          |
| Министар аграрне реформе                                         |                | Бењамин Шуперина      | заступник, до 29.4.1926. |
| Министар аграрне реформе                                         |                | Павле Радић           | до 17.5.1926.            |
| Министар аграрне реформе                                         | Станко Шибеник |                       |                          |
| Министар саобраћаја                                              |                | Василије И. Јовановић |                          |